# Attageninae
Attageninae là một phân họ bọ cánh cứng.